# Liste des jardins portant le label Jardin remarquable dans les Pays de la Loire
Cet article recense les jardins possédant le label « jardin remarquable » dans les Pays de la Loire, en France.
Au début 2024, la région compte 21 jardins ainsi labellisés.

## Liste
| Jardin                                 | Département      | Commune              | Année | Coordonnées                 | Photo |
| -------------------------------------- | ---------------- | -------------------- | ----- | --------------------------- | ----- |
| Jardins du Marais                      | Loire-Atlantique | Herbignac            | 2012  | 47° 23′ 44″ N, 2° 21′ 50″ O |       |
| Jardin des plantes                     | Loire-Atlantique | Nantes               | 2004  | 47° 13′ 06″ N, 1° 32′ 37″ O |       |
| Jardins du château de Gatine           | Maine-et-Loire   | Baugé-en-Anjou       | 2011  | 47° 37′ 31″ N, 0° 08′ 48″ O |       |
| Jardin du pin                          | Maine-et-Loire   | Champtocé-sur-Loire  | 2006  | 47° 26′ 24″ N, 0° 51′ 10″ O |       |
| Camifolia                              | Maine-et-Loire   | Chemillé-en-Anjou    | 2018  | 47° 12′ 26″ N, 0° 43′ 56″ O |       |
| Parc oriental                          | Maine-et-Loire   | Maulévrier           | 2004  | 47° 00′ 27″ N, 0° 44′ 46″ O |       |
| Potager du château Colbert             | Maine-et-Loire   | Maulévrier           | 2018  | 47° 00′ 39″ N, 0° 47′ 11″ O |       |
| Parc et jardin de Clivoy               | Mayenne          | Chailland            | 2006  | 48° 12′ 25″ N, 0° 51′ 42″ O |       |
| Jardins de la Pellerine                | Mayenne          | La Pellerine         | 2004  | 48° 19′ 03″ N, 1° 02′ 28″ O |       |
| Jardin du manoir de Favry              | Mayenne          | Préaux               | 2020  | 47° 56′ 10″ N, 0° 27′ 41″ O |       |
| Jardins du donjon de Ballon            | Sarthe           | Ballon-Saint Mars    | 2007  | 48° 10′ 38″ N, 0° 14′ 00″ E |       |
| Hortus conclusus du prieuré de Vauboin | Sarthe           | Beaumont-sur-Dême    | 2014  | 47° 41′ 36″ N, 0° 35′ 00″ E |       |
| Jardins du Mirail                      | Sarthe           | Crannes-en-Champagne | 2004  | 47° 58′ 45″ N, 0° 02′ 58″ O |       |
| Jardins du château de Poncé            | Sarthe           | Loir en Vallée       | 2004  | 47° 45′ 46″ N, 0° 39′ 43″ E |       |
| Jardins du château de Villaines        | Sarthe           | Louplande            | 2006  | 47° 56′ 37″ N, 0° 02′ 20″ E |       |
| Parc et jardins du château du Lude     | Sarthe           | Le Lude              | 2004  | 47° 38′ 49″ N, 0° 09′ 24″ E |       |
| Jardin d'atmosphère du Petit-Bordeaux  | Sarthe           | Saint-Biez-en-Belin  | 2007  | 47° 48′ 32″ N, 0° 14′ 16″ E |       |
| Jardin médiéval du château             | Vendée           | Bazoges-en-Pareds    | 2018  | 46° 39′ 22″ N, 0° 54′ 54″ O |       |
| Parc de L'Auneau                       | Vendée           | Chantonnay           | 2011  | 46° 40′ 47″ N, 1° 06′ 27″ O |       |
| Jardins de Chaligny                    | Vendée           | Sainte-Pexine        | 2007  | 46° 32′ 50″ N, 1° 07′ 33″ O |       |
| Jardins de William Christie            | Vendée           | Thiré                | 2004  | 46° 33′ 05″ N, 1° 00′ 44″ O |       |